# Мийо (коммуна)

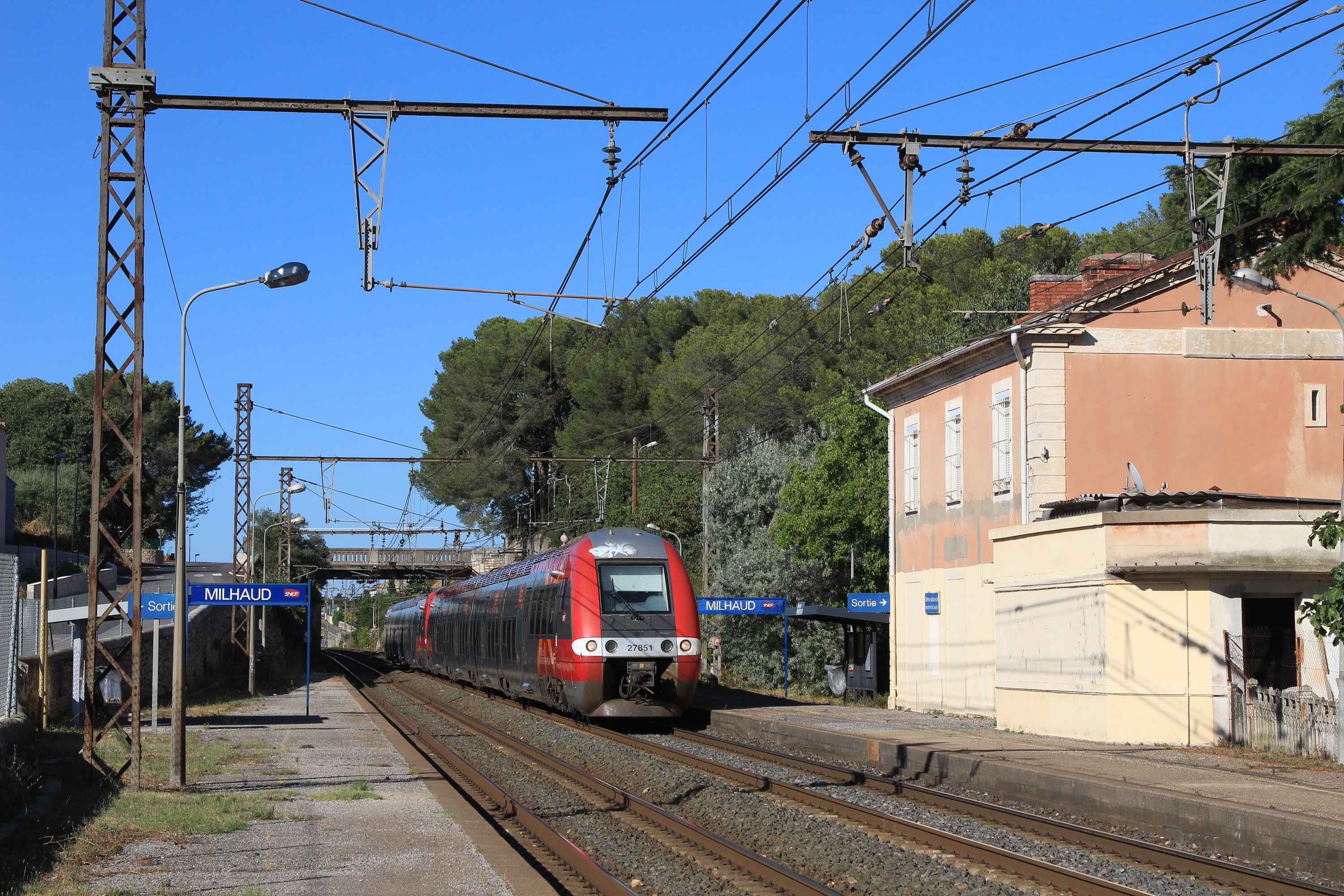
Железнодорожный вокзал в Мийо

Мийо (фр. Milhaud) — коммуна и город во французском департаменте Гар, в арондисмане Ним.

## География
Через коммуну протекает река Вистр. С севера и востока от Мийо лежит город Ним, на юго-востоке от него — коммуна Женерак, на юге — коммуна Орбор, на западе — коммуна Бернис, на северо-западе — коммуны Ланжлад и Кавейрак. Мийо находится на территории винодельческого региона Costières de Nîmes.

## Транспорт
Через коммуну Мийо проходят автострада А9 и национальное шоссе 113 (Route nationale 113), ведущие из Нима в Монпелье. Железнодорожная линия, проходящая через Мийо, пролегает по маршруту Тарраскон-Сет-Вилль. Остановка предусмотрена только для поездов типа SCNF.

## Достопримечательности
- Католическая церковь в нео-романском стиле (XIX в.),
- Протестантская церковь, возведённая в нео-классическом стиле (в 1808—1809 г.г.),
- Мельница, построенная в Средневековье.